# تشارلي إيبس
تشارلي إدوارد إيبس الحاصل على شهادة الدكتوراه، هو شخصية خيالية وأحد أبطال دراما الجريمة نمبرز على شبكة سي بي إس. يؤدي دوره ديفيد كرومهولتز.
صُورَ إيبس بأنه عبقري في الرياضيات وأستاذ الرياضيات التطبيقية في معهد كاليفورنيا الخيالي للعلوم كالسكي (يعتمد أساسًا على معهد كاليفورنيا للتكنولوجيا، الذي يجري فيه بعض استشارات التصوير والرياضيات). بوصفه عالم رياضيات من الطراز العالمي، يساعد تشارلي شقيقه دون إيبس في حل العديد من قضايا مكتب التحقيقات الفدرالي المحيرة وأحيانًا يساعده أفضل صديق له ومعلمه وزميله لاري فلينهارد، وصديقته التي كانت طالبته وأصبحت زوجته أميتا رامانوجان، التي تعمل على تحسين مستوى تشارلي وتساعده على التركيز. قدم تشارلي استشارات لوكالة الأمن القومي الأمريكية، جزئيًا بوصفه محلل تشفير، لما يقرب من خمس سنوات بعد أن حصل على تصريح أمني. رُفض في نهاية الموسم الرابع بعد أن نقل معلومات إلى باكستان، ولكن أُعيد لاحقًا.

## الخلفية الدرامية
وفقًا لوالد إيبس، استطاع إيبس مضاعفة الأعداد المكونة من أربعة أرقام عقليًا في سن الثالثة، وفي سن الرابعة طلب معلمين خاصين. في الصف الثاني، حاول العثور على عدد نرجسي مكون من 70 رقمًا في نظام العد الإثني عشري، وقد وصف إيبس نفسه بأنه «خيالي» في المدرسة الابتدائية. التحق الفتى المعجزة بجامعة برينستون في سن 13 بعد تخرجه من المدرسة الثانوية، في حين كان شقيقه الذي يكبره خمس سنوات هدفه الأكبر البسيط، وتلقى دورة فيزياء الكم للبروفيسور لورانس فلينهارد في عامه الأول. وسرعان ما أصبحا صديقين، إذ أسس فلينهارد علاقاته الأكاديمية. نشر إيبس أطروحته الرياضية الأولى في سن الرابعة عشرة -في المجلة الأمريكية للرياضيات- وتخرج في سن السادسة عشرة. في الواقع، كان أصغر شخص يكتب ورقة مهمة على الإطلاق.
كانت ورقته البحثية عن تقارب إيبس، التي تتعلق بتقارب المصفوفات العشوائية الهرمية التي جعلت منه نجمًا في مجاله. بعد فصل دراسي، انتُقدت هذه القطعة الأساسية بشدة بعد سنوات عديدة من نشرها الأول، أدرك تشارلي أن عمله مع مكتب التحقيقات الفيدرالي منعه من إجراء أبحاث مهمة لعلماء الرياضيات الآخرين، ويأمل الآن في قضاء عقود في نظرية الظهور المعرفي «رياضيات الدماغ» لتصحيح هذا الظلم، ما أسعد فلينهارد. مع أنه كان طفلًا معجزة، ندم تشارلي لحقيقة أن أفضل سنوات بحثه لن تأتي أبدًا وفق المخطط مرة ثانية.
لدى إيبس شهادة دكتوراه متعددة. «تأثير ديكوي»، التي نال عنها جائزة ميلتون ورُشح لميدالية فيلدز. بعد بحثه مدة خمس سنوات حول المصفوفات العشوائية، عمل تشارلي على متواليات ذات تناظر متعامد. وقد قدم أيضًا رؤى لحل مشكلة «بي مقابل إن بي»، ونشر أعمالًا حول التحكم اللا نهائي في الأنظمة غير الخطية وديناميكيات الموائع الحسابية، أما بحثه الحالي ففي نظرية الظهور المعرفي. وقد قدم ندوات حول التحليل التوافقي وأصفار كثيرات الحدود المتعامدة العشوائية، وألقى محاضرات حول نظرية المجموعة وجبر كاك-مودي. درّس إيبس دورات في حساب التفاضل والتكامل ونظرية الفوضى وديناميكيات الموائع ونظرية الألعاب والاحتمالات في كالسكي، إضافةً إلى إلقاء محاضرات للضيوف حول الاحتمالات التطبيقية، المحاضرة التي حول فيها الصف إلى كازينو مصغر لتحليل الاحتمالات التي تعد «كلاسيكيات إيبس». أيضًا، تولى إيبس درس الفيزياء الحاسوبية لفلينهارد عندما طُلب منه ذلك، وألقى محاضرة مشتركة حول الحركة الدائرية وتأثير كوريوليس مع فلينهارد. تولى البروفيسور أوتو بانوف ندوة الدراسات العليا للفيزياء الرياضية لإيبس يوم زفافه.

## أوصافه
لدى تشارلي شعر مجعد، حذر من الناس، وغالبًا ما يكون مفتونًا بالمواضيع والأنماط. كما جسّده كرمهولتز، يريد تشارلي أن يفهم كيف يعمل العالم. قال والده إن تشارلي يفتن بسهولة، يمتلك قلبا كبيرًا وشَمولًا، لكنه يفتقد بعض الأشياء المهمة. وفي الوقت نفسه، لاحظ لاري أنه «منظر موهوب يعاني مشكلة الأنا» ووصفه أحد الطلبة بأنه يتحدث بسرعة وغير منظم، وهو ما أقره لاري. لاحظ فلينهارد أيضا أن زميله لديه مستوى عال من الذنب وهو براغماتي. تشارلي مولع إلى حد ما بتوفير التفسيرات المفرطة مثل حديثه عن موسى أوكام، والتقليل من الظواهر المعقدة إلى مواقف بديهية بواسطة مقارنات عملية تختلف تمامًا عن تأملات لاري الميتافيزيقية والاستعارات الكونية. تُعرف هذه المقارنات باسم «رؤى الجمهور» أو كما أسمتها الصديقة ميغان «تلك المقارنات الصغيرة اللطيفة». في أثناء التأمل، قد تثير تصرفاته الغريبة وسلوكياته قلق المزيد من المفكرين التقليديين. يرتدي الدكتور إيبس سماعة رأس، ويتمتع بقدرة تركيز مكثفة عندما يكتب المعادلات، وغالبًا ما يغطي العديد من السبورات مع طقطقة متقطعة ومساعدة حامل طبشور أحمر. ومع ذلك، إذا قاطع أحد خط تفكيره خلال لحظة توتر، قد يصبح ساخطًا للغاية. إضافةً إلى ذلك، عند التركيز بعمق على موضوع معين، يبدو أن تشارلي غير قادر على تقديم رؤى لموضوعات أخرى لكونها ببساطة مطلوبة أو مرغوبة، يكتب تشارلي ما في رأسه. يشبه شقيقه دون، فهو عنيد وموسوس كثيرًا -جزء واحد من الوفرة، جزءان من الهوس- خاصةً عندما يتعلق الأمر بالعمل، لكنه ساذج إلى حد ما عندما يتعلق الأمر بالسلوك البشري. غالبًا ما يتدخل الأخير في عمله في مكتب التحقيقات الفيدرالي، ومن ثم فهو يسبب الكثير من الضيق له في بعض الأحيان.
لديه موهبة في لعبة الشطرنج، يتطلب الأمر أن يلعب والده وأخوه ضده لإلهائه وهزيمته. لديه أيضًا فهم كبير للفيزياء النظرية، وغالبًا ما يساعد لاري في نظرية الجاذبية الفائقة متعددة الأبعاد والأوراق عن موجات الجاذبية وعلم الأحياء، تمتد إلى معرفة مهدب البروتوزوا وانتشار الأمراض المعدية. وهو مبدع في بعض المجالات لكنه يفتقر إلى المجالات الباقية. ذكر الدكتور فلينهارد أنه من الجيد التحاقه بمجال الرياضيات التطبيقية بدلًا من الهندسة، حيث ستتعطل الآلات بوجوده، مع أنه كان قادرًا على تفكيك وإعادة بناء الهاتف الخلوي لوالده لتحليل جهاز استقبال نظام تحديد المواقع العالمي الخاص به. من الواضح أن تهجئته سيئة -مثلًا أخطأ في تهجئة كلمة «شذوذ» و «مغرور»- ولا يعرف معنى «القذف من النافذة»، التي يوبخه لاري بسببها قائلًا إن المثالية هي أن تكون رجلًا من عصر النهضة، فيجب حتى على المتخصصين في الرياضيات والفيزياء الحصول على دورة في اللغة الإنجليزية. يحب والده لعبة سكرابل معه.
تشارلي عقلاني، ويشكك في الأجسام الطائرة المجهولة، والقدرة النفسية، والجيماتريا - وكلها تُعد من العلوم الزائفة. وهو لا يحب الأوهام، ويعد أيضًا منفتحًا إلى حد ما من ناحية الإيمان والدين.